# Labiobulurinae
Die Labiobulurinae sind eine Unterfamilie der Spulwürmer mit acht Arten. Sie sind Parasiten bei australischen Beuteltieren, Nebengelenktieren und Tupaiidae sowie asiatischen Lemuren.

## Merkmale
Labiobulurinae sind Subuluridae, bei denen der Pharynxabschnitt der Mundhöhle gewunden ist. Die peripheren, radialen und chordalen Lappen der Pharynxabschnitte sind voneinander unabhängig und vertikal verlängert.

## Systematik
Zur Unterfamilie gehören drei Gattungen:
- Cyclobulura Quentin, 1977
- Labiobulura Skrjabin & Schikhobalova, 1948
- Tarsubulura Inglis, 1958